# Maléfices pornos
Pour plus de détails, voir Fiche technique et Distribution.

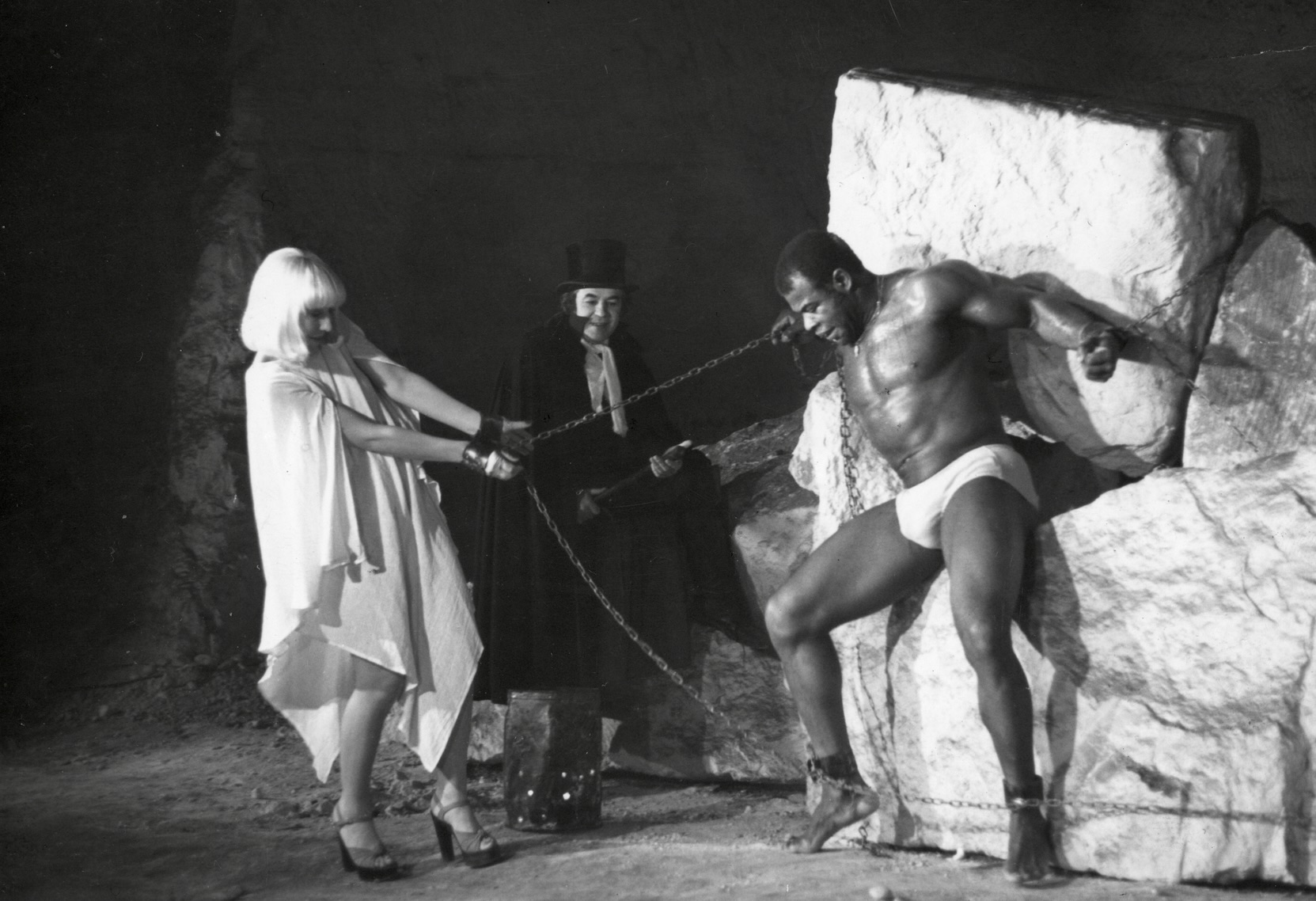
Emmanuel Pluton et Gilbert Servien

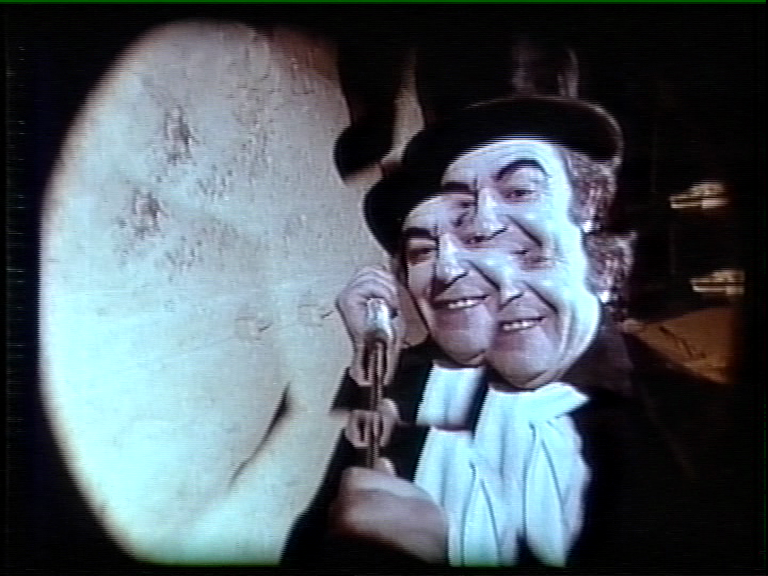
Gilbert Servien

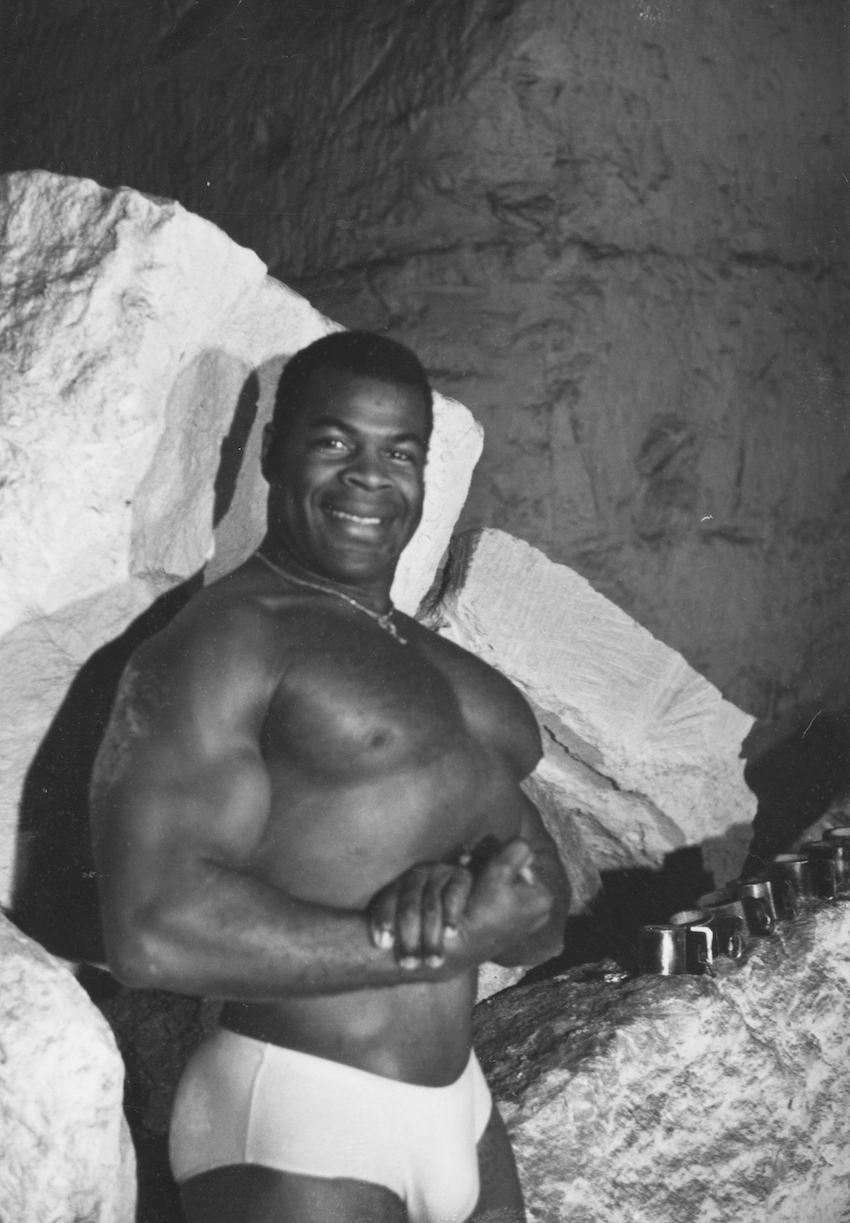
Emmanuel Pluton, l'Hercule

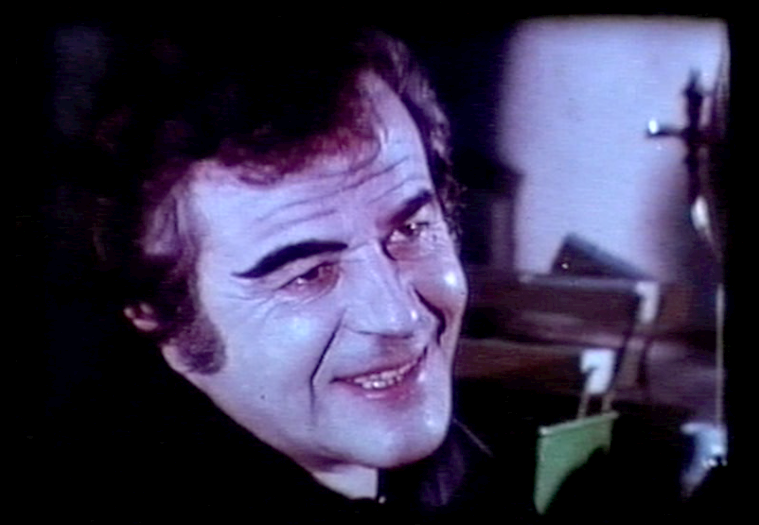
Gilbert Servien

Maléfices pornos est un film français d'horreur à caractère pornographique de 1976 écrit et réalisé par Éric de Winter et sorti en mars 1978.

## Synopsis
Un mari impuissant, stimulé par la lecture de Meurtres vaudou, rêve, l'espace d'une nuit, aux supplices qu'il inflige à trois jeunes femmes puis à un hercule avant de se débarrasser de sa femme grâce à un bain d'acide sulfurique.

## Fiche technique
Sauf indication contraire, les informations mentionnées dans cette section peuvent être confirmées par la base de données cinématographiques IMDb,  présente dans la section « Liens externes ».
- Titre Français : Maléfices pornos
- Titre de tournage : La Caverne aux Maléfices
- Titre du proket : Supplices capitaux ou les Voluptés sanglantes de Don Miguel Gramatos[2]
- Titre Américain : Cavern Bondage
- Réalisation : Éric de Winter
- Scénario : Éric de Winter
- Production : Anne-Marie Tensi
- Sociétés de production : A.M.T. Productions
- Photographie : Maurice Kaminsky
- Montage : Loïs Konigswerther
- Post-Synchronisation : Éric de Winter
- Effets Spéciaux : Éric de Winter
- Musique : Philippe Bréjean
- Pays de production :  France
- Langue originale : français
- Format : Eastmancolor - Mono - 16 mm
- Durée : 58 min / 75 min
- Tournage : 1976[1]
- Sortie : 
  - France 15 mars 1978

## Distribution
- Gilbert Servien : le mari
- Laurence Legras comme Laurence Jarry : La Femme
- Manu Pluton : l'hercule
- Christine Chanoine
- Evelyne Biancchi
- Viper  comme Stephanie Green
- John Oury
- Veronique Aubert

## Critiques
- La Revue du Cinéma N° 384 de juin 1983 en page 55 : « Il est de ces films qui vibrent longtemps dans la mémoire. Et lorsqu'il s'interroge sur l'origine du charme, le spectateur ne sait comment il s'élabore. Maléfices Pornos appartient à la race très rare des films obsédants ... » A.Md.
- Ecran 78 N° 68 du 15 avril 1978 en page 76 : « Sans générique, France, Maléfices Porno. Pour une fois qu'un réalisateur de porno fait preuve d'imagination... ça va loin dans l'horreur, la saliromanie, le sadomasochisme, etc. Une véritable symphonie en rouge et noir avec coups de fouet, corps plongé dans l'acide, l'esclave enchainé, égérie de messes noires toute de cuir bottée, les mains rouges du sang de ses victimes. C'est le chef-d'œuvre du genre. Tous les phantasmes auxquels on peut rêver nous sont contés par le menu. Où s'arrêtera-t-on dans la descente aux enfers... ? » P.K.

## Censures
- Interdit pendant près de deux ans, la commission de censure a écrit au sujet de Maléfices Pornos : « Ce film pose un problème d’une gravité hors du commun. En dehors des images lourdement et précisément sexuelles, développées dans les modalités les plus sordides – le film se hisse très rapidement à un niveau qui excède le simple classement sur la liste des pornographiques au sens des articles 11 et 12 de la loi du 30 décembre 1975. Il se charge, en effet, de séquences de cruauté et de sadisme – tortures ; scènes de sang ; sévices sexuels – de racisme – une longue scène où un homme noir est complaisamment réduit à l’état d’objet sexuel – de terreur enfin – la vision de l’épouse plongée nue et inconsciente dans un bain d’acide sulfurique. En dépit de l’insigne médiocrité de la réalisation qui en assourdit l’effet, la Commission de contrôle a considéré que ce film déshonorant ne représentait pas seulement une atteinte à la personne humaine, mais un danger pour l’intégrité mentale et psychique d’une part importante du public même adulte. Elle a estimé, en conséquence, à l’unanimité, que le seuil de l’interdiction totale était atteint ». Commission du 8 février 1977.